# فینوه و میریل
فینوه(به انگلیسی: Finwë) شخصیتی خیالی در رشته‌افسانهٔ تالکین است که اولین بار در داستان سیلماریلیون معرفی می‌شود.
او اولین پادشاه بزرگ نولدور بود (بعضی وقت‌ها با نام نولدوران خوانده می‌شد) که مردمان الف خود را در سفر از سرزمین‌میانه به والینور در سرزمین قدسی آمان رهبری کرد. او از صمیمی‌ترین یاران الو تینگول، پادشاه دوریات، بود.

## تاریخچه

### زندگی در سرزمین میانه
اولین الف‌ها در سرزمین میانه و در نزدیکی دریاچه کوئی‌وینن در اوایل سال‌های درختان از خواب ایلوواتار برخاستند. اگرچه این به‌طور صریح در سیلماریلیون ذکر نشده ولی گمان می‌رود فینوه از اولین فرزندان ایلوواتار بود. اورومه، نخجیرگر والار، هنگامی که در کوهستان اوروکارنی سفر می‌کرد الف‌ها را یافت و رابطه‌ای دوستانه با نژاد آن‌ها برقرار کرد.
بعداً، وقتی که والار تصمیم گرفتند که الف‌ها را به والینور بخوانند، الف‌ها به این فراخوان مشکوک شدند (چرا که به خاطر کارهای ملکور ترس از والار و قدرت‌های جهان در دلشان افتاده بود)، از این رو اورومه سه الف را انتخاب کرد تا با او به والینور بیایند و در برگشت آنجا را برای نژادشان وصف کنند. آن سه فینوه، اینگوه و الوه بودند کسانی که بعدها پادشاه دستهٔ خود شدند و اقوام مختلف الف‌ها را به وجود آوردند.
مسحور از زیبایی‌های والینور، فینوه و دو همراهش مصمم بر اینکه نژاد خود را به سفر به آمان ترغیب کنند به سرزمین میانه بازگشتند. آن‌هایی که قبول کردند همراه با اورومه سفر کنند الدار نامیده شدند. در میان آن‌ها مردم فینوه، نولدور، نیز بودند. آن‌ها بعدها دانش‌آموزان آئوله، آهنگر والار، شدند. پسر فینوه، فئانور، به بزرگترین صنعت‌گر در میان الف‌های والینور بدل گشت.

### زندگی در والینور
به‌مجرد رسیدن به سرزمین قدسی آمان، فینوه فقط دچار یک مشکل شد و آن اینکه مجبور شد از دوست‌اش الوه که تصمیم گرفته بود در بلریاند بماند جدا افتاد. نولدور بر تپهٔ تونا که والار برای آن‌ها مهیا کرده بودند مقیم شدند و در شهر تیریون در کنار وانیار سکنی گزیدند. در هنگام ساختن خانهٔ فینوه بود که خانه‌سازان گوهر زمین را یافتند و با آن‌ها جواهرات بسیاری ساخته و رایگان تمام والینور را از آن‌ها پر کردند. بعد از آن انگوه و مردمش شهر تیریون را ترک کردند و فینوه تنها فرمانروای تپهٔ تونا شد.
همسر اول فینوه، میریل سرینده، در تمام مهارت‌هایی که به لطافت نیاز داشت استاد بود. از عشق آن دو پسری به دنیا آمد، کوروفینوه، که بعدها به فئانور معروف گشت. در هنگام تولد فئانور، نیروی میریل به شدت تقلیل یافت و او درخواست کرد که اجازه داشته باشد در باغ‌های لورین استراحت کند. فینوه به شدت از این واقعه متأسف شد. او نمی‌خواست که فرزندش بدون مادر باشد و نیز نمی‌خواست که این آخرین فرزندش باشد؛ ولی وقتی میریل توضیح داد که نیرویی که برای متولد شدن چندین فرزند لازم است همه برای تولد فئانور مصرف شده فینوه چاره‌ای جز قبول درخواست وی نداشت. از این رو و با حکم مانوه، میریل در باغ‌های ایرمو به خواب رفت. سرانجام روحش بدن او را ترک کرد و دیگر به زندگی بازنگشت.
این اتفاقی شک‌آور برای تمام کسانی بود که در والینور زندگی می‌کردند. چرا که هیچ‌گاه یکی از نژادشان با خواست خود نمرده بود. فینوه برای مدتی در سوگ و اندوه زندگی می‌کرد و هر چند وقت یک‌بار به بدن میریل سر می‌زد ولی هنگامی که اندوه و تنهایی‌اش رو به ازدیاد گذاشت او بازدید از او را ترک گفت. تمام عشق او هم‌اکنون معطوف پسرش، فئانور بود که روز به روز بزرگ‌تر و قوی‌تر می‌شد و استعدادش در ذهن و هنر صنعت‌گری شکوفا می‌شد. او با نردانل ازدواج کرد و ۷ نوه برای فینوه آورد.
او از تنها بودن راضی نبود پس تصمیم گرفت برای بار دوم ازدواج کند. همسر او ایندیس زیبا بود، الف‌بانویی با موهای طلایی از الف‌های وانیا، که دوباره طعم زندگی را به او چشاند. او برای فینوه ۲ پسر، فین گولفین و فینارفین و ۲ دختر، فیندیس و ایریمه را به دنیا آورد. او دوباره احساس سعادتمندی می‌کرد ولی سایهٔ میریل هیچ‌گاه خانه را ترک نکرد مخصوصاً از وقتی که فئانور با ازدواج دوم پدرش مخالفت کرد؛ و بعد از اتفاقاتی که پیرامون سیلماریل‌ها افتاد بسیاری فینوه را برای ازدواج دومش ملامت کردند که باعث شد او و خانواده‌اش مسیری مرگ‌آور را طی کنند. بیشتر این اتهامات بی‌پایه و اساس بودند چرا که فینوه پسر بزرگش را بیش از بقیه دوست داشت و حوادثی که منجر به مرگش شد این را ثابت می‌کند.

### مرگ
پس از ۳ دوران زندانی بودن ملکور در بند ماندوس و بعد از اینکه او توانست اعتماد والار را بدست آورد، توانست در والینور آزادانه به گشت و گذار بپردازد. ملکور خائن آرزوی سیلماریل‌ها را در سر می‌پروراند، سه جواهر ارزشمند که توسط دستان با استعداد فئانور ساخته شده بود و به دنبال راهی برای دزدیدن آن‌ها بود. او دروغ‌هایی را در والینور و در بین نولدور پخش کرد و باعث ایجاد نزاع بین نولدور، با دیگر گروه‌ها و حتی والار شد.
خاندان فینوه از این قضایا استثنا نبود. از قبل میان پسران خانواده منازعات و اختلافاتی بود و این دروغ‌ها باعث تشدید این اختلافات شد. فینوه شورایی به پا کرد و برای معتدل کردن اوضاع تلاش کرد. برای مدتی تلاش‌های او به ثمر رسید چرا که فینگولفین در برابر فئانور برادر بزرگترش تعظیم کرد و برای کارهایش اظهار ندامت کرد؛ ولی بزودی والار فئانور را احضار کرده و برای سخنانی که علیه آن‌ها گفته بود بازخواست شد. نیرنگ‌های ملکور عمل کرد و فئانور محکوم شد از تیریون خارج شود و برای ۱۲ سال در خارج از شهر و در قلعهٔ فورمونس در تبعید زندگی کند. به خاطر عشق عظیم فینوه به پسر بزرگش او سلطنت را رها کرد و به دنبال پسرش به قلعهٔ فورمونس رفت.
ملکور برای اینکه سیلماریل‌ها را از آن خود کند در هنگامهٔ فستیوال سالانه، وقتی که همهٔ والینور در تالار والیمار، شهر والار جمع شده بودند ملکور همراه آنگولیانت به والینور برگشت، دو درخت را نابود کرد و سریعاً به قلعهٔ فورمونس رفت تا سیلماریل‌ها را بدزد. فینوه تنها کسی بود که در فستیوال شرکت نکرده بود (در اعتراض به حکم والار علیه پسرش) او آنقدر شجاعت داشت که جلوی سیاهی آنگولیانت بایستد و از درهای قلعه دفاع کند؛ ولی او آنجا کشته شد و اولین خون را در سرزمین قدسی ریخته‌شد. ملکور به زور وارد قلعه شد، سیلماریل‌ها را دزدید و از آمان فرار کرد. او سرزمین قدسی را در تاریکی فرو برد و نولدور را برای خروج از والینور تحریک کرد.

## ریشه‌یابی نام‌ها
کلمه «فینوه» به سادگی معنا نمی‌شود. «فین»(Fin) به معنای «وارث» و «فین»(Phin) به معنی «زیرکی» است. «وه»(wë) پسوندی است که برای مردان در آخر کلمه به کار می‌رود
«نولداران» از ترکیب دو کلمهٔ «نولدور» و «آران» (سینداریِ «شاه») به وجود آمده و «پادشاه نولدور» معنای آن است.

## یادداشتها
1. ↑  (Tolkien 1977), ch. 3 "Of the Coming of the Elves and the Captivity of Melkor"
2. ↑  (Tolkien 1977), ch. 5 "Of Eldamar and the Princes of the Eldalië"